# エセルバート・タルボット

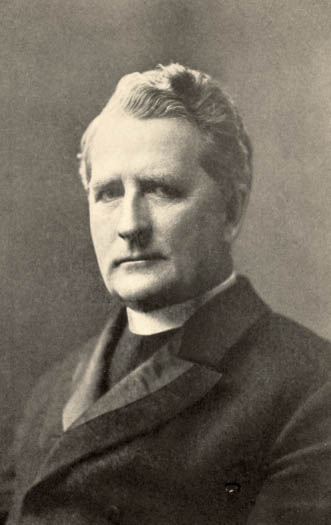
エセルバート・タルボット

エセルバート・タルボット （Ethelbert Talbot、1848年10月9日 - 1928年2月27日）は、米国聖公会の第15代首座主教。ピエール・ド・クーベルタンにより造語された「オリンピックで重要なことは、勝利することより、むしろ参加したということである。人生で重要なことは、征服することではなく、よく戦うことである」という言葉のインスピレーションを与えたことで著名である。

## 経歴
1848年10月9日にミズーリ州ファイエットで生まれた。父は医師のジョン・アルナット・タルボット、母はアリス・ダリー・タルボットである。
1870年にダートマス大学を卒業してすぐにジェネラル・セオロジカル・セミナリーに通い1873年に卒業した。その年の6月29日に執事に、11月4日に司祭に任命された。その翌日、ミズーリ州ロアノークのドーラ・フランシス・ヘイブリーと結婚した。後にアンという名前の子供を授かっている。すぐにミズーリ州メーコンシティの聖ジェームス教会の教区牧師になった。近くの町で布教活動を行い、聖ジェームス・ミリタリー・アカデミーとなる学校を設立している。最初は男子校であったが、後に同様の女子高も設立された。
1886年の米国聖公会の総会により指名され、ワイオミングとアイダホ教区の初代主教となった。1887年5月27日にセントルイスのキリスト教会で任じられた。その年、ミズーリ大学より名誉法学博士、ジェネラル・セオロジカル・セミナリーより神学博士を授与された。1888年にはダートマス大学より神学博士を授与された。
教区に着いたばかりの時は、2つの州にそれぞれ4人しか聖職者がいなかった。その後10年間で38の教会を設立し、ワイオミング州ララミーに聖マタイ大聖堂を建設した。このときまだ西部開拓時代であり、駅馬車に乗っているときに盗人に出会った話が伝わっている。

タルボット「貧しい主教から、まさか盗んだりしないでしょう？」
盗人「自分が主教だということか？」
「はい。ただの貧しい主教です」
「教派は？」
「聖公会です」
「聖公会だって！ 俺の教会じゃないか！ おい、御者、馬車を出して行っちまえ！」

1891年にジョージアの主教に指名されたがこれを断った。1897年11月11日に聖公会の中央ペンシルベニア教区の第3代主教に指名され、1898年2月2日に就任した。大きい教区の分割を計画し、1904年に新しい教区であるハリスバーグを設立した。中央ペンシルベニア教区がベツレヘム教区に名称を変更した後も、ここの主教の職務を続けた。1908年までワイオミングの主教も同時に務めていた。

1908年の夏にランベス会議に出席した。ロンドンに世界中から247もの聖公会の主教が集まっていた。この会議のときにオリンピックも開催されていた。多くのアメリカ人がイギリス人の判定に抗議するなど論争が多いオリンピックとなっていた。これに気付き心配していたタルボットは、セント・ポール大聖堂に説教をするべく招待された際に、オリンピックの選手や職員を特別に招待し次のように説いた。
“偉大なオリンピックを少しばかり考えてみよう。それはどういうことか？世界中全ての地域から屈強な肉体を持った若者が来ているということである。これはまた、誰かが言ったように、スタジアムに見られるような国際主義の時代は危険な要素も孕んでいることも意味すると私は思う。もちろん、各選手がスポーツのためではなく、自国のために努力をしているということは紛れもない真実である。ゆえに新たな争いが始まる。例えばイングランドが川で打ち負かされたり、アメリカがレースをはるかに引き離したり、はたまたアメリカの選手が1度は持っていた力を失ってしまった場合、これはどうなる？結局、唯一無難なものはオリンピアの教えにある。そのオリンピック自体がレースや賞よりも優れているということである。聖パウロはそのような賞がいかに重要ではないかを私たちに教えてくれる。私たちの賞は腐敗することはありません。そして月桂樹の花輪を身に着けるのはたった1人ですが、誰もが試合の喜びを分かち合うでしょう。したがって声援は全て、爽快 - 魂の救済と言ってもいいもの - 活発で公平で清廉なスポーツからくる利益を与えることになります。(太字は強調部)
近代オリンピックの父であるピエール・クーベルタンは、次の金曜日の演説でタルボットの言葉を言い換えて「オリンピックで大事なのは勝つことではなく参加することだ」と述べた。この文は時間の経過とともに変化していったが、現在でもオリンピックの理想の重要な要素である。
1927年までベルレヘム教区の主教であり、1923年には主教補に任命されたフランク・W・スタリットに助けられた。1924年2月18日、アレクサンダー・Ｃ・ギャレットの死去にあたり、主教の年功序列の結果として、最後の首座主教を務めた。1926年1月1日、ジョン・G・マレーが最初の指名による首座主教となった。1927年9月15日にフランク・W・スタリットのためにベツレヘム教区の主教を辞めた。1928年2月27日、ニューヨーク州タッカホーで亡くなった。